# Dilemma del coccodrillo
Il dilemma del coccodrillo è un paradosso della logica appartenente alla stessa famiglia del paradosso del mentitore. La premessa afferma che un coccodrillo, avendo rapito un bambino, promette al genitore che il bambino verrà restituito se e solo se questi avrà previsto correttamente cosa farà il coccodrillo.
Il ragionamento è logicamente valido ma imprevedibile se il genitore prevede che il bambino verrà restituito, ma il coccodrillo si trova in una situazione di dilemma se il genitore prevede che il bambino non verrà restituito. Nel caso in cui il coccodrillo decida di tenere il bambino, viola le sue condizioni: la previsione del genitore si è verificata e il bambino deve essere restituito. Tuttavia, nel caso in cui il coccodrillo decida di restituire il bambino, viola comunque le sue condizioni, anche se questa decisione si basa sul risultato precedente: la previsione del genitore non è stata verificata e il bambino non deve essere restituito. La questione di cosa dovrebbe fare il coccodrillo è quindi paradossale, e non esiste una soluzione giustificabile.
Il dilemma del coccodrillo serve a mettere in luce alcuni dei problemi logici presentati dalla metaconoscenza. In questo senso, è simile nella costruzione al paradosso dell'impiccagione imprevedibile, che Richard Montague (1960) utilizzò per dimostrare che le seguenti ipotesi sulla conoscenza sono incoerenti quando testate in combinazione:
1. Se è noto che ρ è vero, allora ρ.
2. È noto il punto 1.
3. Se ρ implica σ, e ρ è noto essere vero, allora anche σ è noto per essere vero.

Le fonti greche antiche furono le prime a discutere il dilemma del coccodrillo.